# MPXPLAY
MPXPLAY – 32-bitowy program posiadający interfejs tekstowy, będący odtwarzaczem plików audio dla systemów DOS oraz Microsoft Windows.
Program obsługuje następujące formaty multimedialne:
- AAC,
- AC3,
- ALAC,
- APE,
- FLAC,
- MPEG-1 Audio Layer II (MP2),
- MP3,
- MPC,
- OGG Vorbis,
- WMA,
- WavPack (WV),
- kodeki AIFF,
- WAV.

Program potrafi także odtwarzać ścieżkę dźwiękową z plików AVI, ASF, MKV, MP4, MOV, VOB oraz kontenerów MPEG. Po zainstalowaniu wtyczek możliwości programu zostają zwiększone o odtwarzanie plików DTS, MOD oraz SPX. MPXPLAY posiada także możliwość zgrywania utworów muzycznych z płyt Audio CD oraz ich odtwarzania. Obsługiwane są także pliki list odtwarzania (tzw. playlisty):
- M3U,
- M3U8,
- PLS,
- FPL,
- CUE,
- MXU.

Wersja programu przeznaczona dla systemów DOS wykorzystuje DOS extendera.

## Funkcje programu
- natywna obsługa współczesnych kart dźwiękowych oraz chipsetów dźwiękowych w systemach DOS,
- prezentacja katalogów w stylu menedżera plików, możliwość odtwarzania pojedynczych plików oraz list odtwarzania,
- multikanałowa obsługa formatów AAC, AC3, DTS, FLAC, Vorbis oraz Win32/DirectSound, WAV (od wersji 1.58),
- crossfading w czasie rzeczywistym,
- Unicode (UTF-8, UTF-16) ID3 (tagi) oraz playlisty,
- wykorzystywanie zewnętrznych bibliotek DLL takich jak dekodery audio (wersje dla systemów Windows),
- klient FTP – przeglądanie folderów oraz bezpośrednie odtwarzanie z serwerów FTP,
- obsługa ekranów LCD (jedynie w systemach MS-DOS),
- obsługa długich nazw plików w systemach DOS poprzez DOSLFN.

## Wymagania systemowe
Wersja programu dla systemów DOS wymaga procesora i486 o szybkości 100 MHz lub szybszego oraz minimum 4 MB pamięci RAM, systemu MS-DOS w wersji minimum 5 lub odpowiednik w postaci innego systemu DOS, np. FreeDOS.

## Obsługa kart dźwiękowych
MPXPLAY obsługuje karty dźwiękowe używając jednego z dwóch możliwych sposobów: natywnie lub poprzez emulację. Natywna obsługa wykorzystuje sterowniki urządzeń, które umożliwiają bezpośredni dostęp do karty. W trakcie korzystania z tego trybu, możliwa jest obsługa 32-bitowego dźwięku.
Następujące karty dźwiękowe obsługują natywny dostęp:
- Sound Blaster Live oraz Live 24,
- Sound Blaster Audigy 1, 2, 4 oraz LS,
- Sound Blaster Ensoniq (SB PCI 16/64/128),
- CMI 8338 oraz CMI 8738,
- Intel ICH,
- Intel HDA,
- VIA 686, 8233 i 8235.

Karty obsługiwane przez emulację zwykle wymagają programu rezydentnego, który zamienia kod określonego urządzenia na kod w maszynie. Ułatwia to obsługę karty, która nie jest wspierana przez większość aplikacji dla systemów DOS. Ponieważ sterowniki dla systemów DOS wymagają skonfigurowania w każdej aplikacji mającej je wykorzystywać, programy rezydentne mogą być przydatne przy korzystaniu z karty dźwiękowej, która jest wspierana przez niemalże wszystkie aplikacje.
MPXPLAY może wykorzystać ten tryb do obsługi poniższych kart:
- Sound Blaster 16,
- ESS,
- WSS,
- GUS,
- Sound Blaster Pro.

Wersja programu przeznaczona dla systemów Microsoft Windows jest wielowątkową aplikacją tekstową wykorzystującą poniższe wyjścia audio – DirectSound (DirectX 3 lub nowszy) oraz Wave Mapper (wszystkie wersje Windows).